# Autorità di regolazione dei trasporti
L'Autorità di Regolazione dei Trasporti (ART) è un'autorità amministrativa indipendente italiana di regolazione e garanzia, con sede presso il Lingotto di Torino. È stata istituita dal decreto-legge 6 dicembre 2011, n. 201, convertito con modificazioni dalla legge 22 dicembre 2011, n. 214.
È competente nel settore dei trasporti e dell’accesso alle relative infrastrutture. Tra i suoi compiti rientrano anche la definizione delle condizioni minime di qualità dei servizi di trasporto e dei contenuti minimi dei diritti degli utenti nei confronti dei gestori dei servizi e delle infrastrutture di trasporto (in analogia con l'Autorità di regolazione per energia reti e ambiente e l'Autorità per le garanzie nelle comunicazioni).

## Storia
Dopo la legge n. 481 del 14 novembre 1995 (Norme per la concorrenza e la regolazione dei servizi di pubblica utilità. Istituzione delle Autorità di regolazione dei servizi di pubblica utilità) che ha istituito l'AEEG e l'AGCOM, si è aperto nel paese un dibattito per la creazione di una serie di "autorità settoriali, con compiti "tecnici" di monitoraggio sulla osservanza delle regole da parte delle imprese e di tutela nei confronti dei consumatori/utenti" tra cui anche un'autorità per la regolazione dei trasporti.
All'interno del c.d. "Salva Italia" del Governo Monti, il decreto-legge 6 dicembre 2011, n. 201 e in particolare all'articolo 37, la disposizione diventa legge con la delega al governo ad istituire un'autorità di regolazione dei trasporti volta a realizzare "una compiuta  liberalizzazione  nel  settore  ferroviario, aereo e marittimo".
Il primo Consiglio dell’Autorità di regolazione dei trasporti è stato nominato con Decreto del Presidente della Repubblica del 9 agosto 2013, pubblicato per estratto nella Gazzetta Ufficiale della Repubblica Italiana (SG n. 217 del 16 settembre 2013).
L’Autorità si è insediata a Torino il 17 settembre 2013 ed ha sede presso il palazzo “Lingotto”, in Via Nizza n. 230.

## Funzioni
Secondo la legge istitutiva le funzioni sono:
1. garantire condizioni di accesso eque e non discriminatorie  alle infrastrutture e alle reti ferroviarie, aeroportuali e portuali;
2. definire, se ritenuto necessario in relazione alle condizioni di concorrenza effettivamente esistenti nei singoli mercati, i  criteri per la fissazione da parte dei soggetti competenti delle tariffe, dei canoni e dei  pedaggi,  tenendo  conto  dell'esigenza  di  assicurare l'orientamento ai  costi  e  l'equilibrio  economico  delle  imprese regolate, alla luce degli oneri di servizio pubblico imposti e  delle eventuali sovvenzioni pubbliche concesse;
3. stabilire le  condizioni  minime  di  qualità  dei  servizi  di trasporto connotati da oneri di servizio pubblico o sovvenzionati, e i contenuti minimi dei diritti degli utenti nei confronti dei gestori dei servizi e delle infrastrutture di trasporto;
4. definire gli schemi dei bandi delle gare per l'assegnazione  dei servizi di trasporto in esclusiva e delle convenzioni da inserire nei capitolati delle medesime gare.

Si tratta di un'autorità amministrativa indipendente che opera in piena autonomia, in conformità con la disciplina europea e nel rispetto del principio di sussidiarietà e delle competenze delle regioni e degli enti locali.
È organo collegiale, composto dal Presidente e da due Componenti nominati con decreto del Presidente della Repubblica, previa deliberazione del Consiglio dei Ministri su proposta del Ministro competente e con il parere favorevole di almeno due terzi dei componenti delle competenti commissioni parlamentari. Presidente e Componenti durano in carica sette anni e non sono rinnovabili.

## Tutela dei diritti dei passeggeri
ART è l’organismo nazionale responsabile della corretta applicazione dei Regolamenti europei in materia di diritti dei passeggeri nel trasporto ferroviario, nel trasporto effettuato con autobus, e nel trasporto via mare e per vie navigabili interne.
Tali competenze – assegnate all’Autorità in base ai decreti legislativi n. 70/2014, n. 169/2014 e n. 129/2015 – si aggiungono alle competenze attribuite dalla norma istitutiva dell’Autorità, ossia dall’articolo 37 del decreto-legge n. 201/2011.
In caso di violazione delle disposizioni dei Regolamenti UE relativi ai diritti dei passeggeri del trasporto ferroviario, con autobus e navale, il passeggero che intende presentare reclamo deve rivolgersi innanzitutto all’impresa di trasporto che effettua il servizio.
Solo successivamente, in caso di risposta insoddisfacente o di mancato riscontro da parte dell’impresa di trasporto, i passeggeri possono rivolgersi all’Autorità di regolazione dei trasporti, inoltrando il proprio reclamo ai fini dell’accertamento di una eventuale violazione dei Regolamenti UE di riferimento.

## Sistema Telematico di acquisizione reclami (SiTe)
La normativa europea tutela i passeggeri che viaggiano nell’ambito dell’UE a bordo di treni, autobus, navi ed aerei, riconoscendo un insieme di diritti essenziali comuni ai diversi modi di trasporto collettivo.
L'Autorità di regolazione dei trasporti è l’organismo nazionale responsabile della corretta applicazione dei Regolamenti comunitari in materia di diritti dei passeggeri nel trasporto ferroviario, nel trasporto effettuato con autobus, e nel trasporto via mare e per vie navigabili interne.
Il passeggero che intende presentare reclamo deve rivolgersi innanzitutto all’impresa di trasporto che ha emesso il biglietto di viaggio.
Solo successivamente, in caso di risposta insoddisfacente o in caso di mancato riscontro da parte dell’impresa di trasporto, i passeggeri – anche mediante associazioni rappresentative dei loro interessi, espressamente delegate – possono rivolgersi all’Autorità di regolazione dei trasporti, inoltrando il proprio reclamo ai fini dell’accertamento di una eventuale violazione dei Regolamenti UE sui diritti dei passeggeri nel trasporto ferroviario, con autobus o via mare e per vie navigabili interne.
Al fine di istruire e valutare i reclami presentati dai passeggeri, per accertare eventuali infrazioni degli obblighi previsti dai Regolamenti EU – e così come previsto dalla normativa di riferimento – l’Autorità ha predisposto uno strumento telematico di semplificazione, per la predisposizione e la trasmissione dei reclami on line: sistema telematico di acquisizione reclami (SiTe).

## Presidenti dell'ART
- 2013-2020: Andrea Camanzi
- 2020-in carica: Nicola Zaccheo